# Ducato di Ferrara
Il Ducato di Ferrara è l'antica entità statuale sotto il controllo della casata Este e legata da vincoli di vassallaggio con lo Stato Pontificio iniziata nel 1471 e terminata nel 1598. I duchi di Ferrara governarono il ducato sino al momento della devoluzione.

## Ducatus Ferrariaealtomedievale
L'antico ducatus Ferrariae, nominato per la prima volta (755 circa) al tempo del re longobardo Desiderio, faceva parte dei territori dell'esarcato di Ravenna (la «Romània»), e quindi dei domini della Chiesa.
Il marchese Tedaldo di Canossa ottenne (984 circa) dal sommo pontefice il possedimento per sé ed i suoi eredi, dietro pagamento di un tributo. Il tramonto dei Canossa si consumò con la morte (1115) della gran contessa Matilde di Canossa, proprio mentre a Ferrara nacque e si consolidò l'istituto comunale, che pose fine all'antico ducatus.

## Dal comune alla signoria Estense

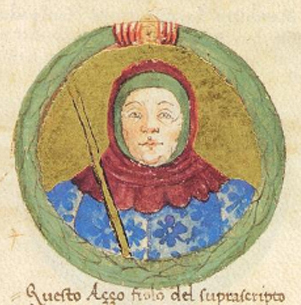
Azzo VI d'Este.

Il libero comune di Ferrara si realizzò per circa 150 anni e terminò nel 1208, quando Azzo VI d'Este instaurò la signoria cittadina della casata Este, di parte guelfa. Da questo momento, gli Este estesero il loro dominio anche sulle terre di Modena e Reggio Emilia.
Ferrara e i suoi domini facevano parte giuridicamente dello Stato Pontificio, mentre Modena e Reggio rientravano nei domini del Sacro Romano Impero, pertanto i signori d'Este erano feudatari del Papa per il territorio di Ferrara, e dell'imperatore per i territori di Modena e Reggio.

## Ducato di Ferrara

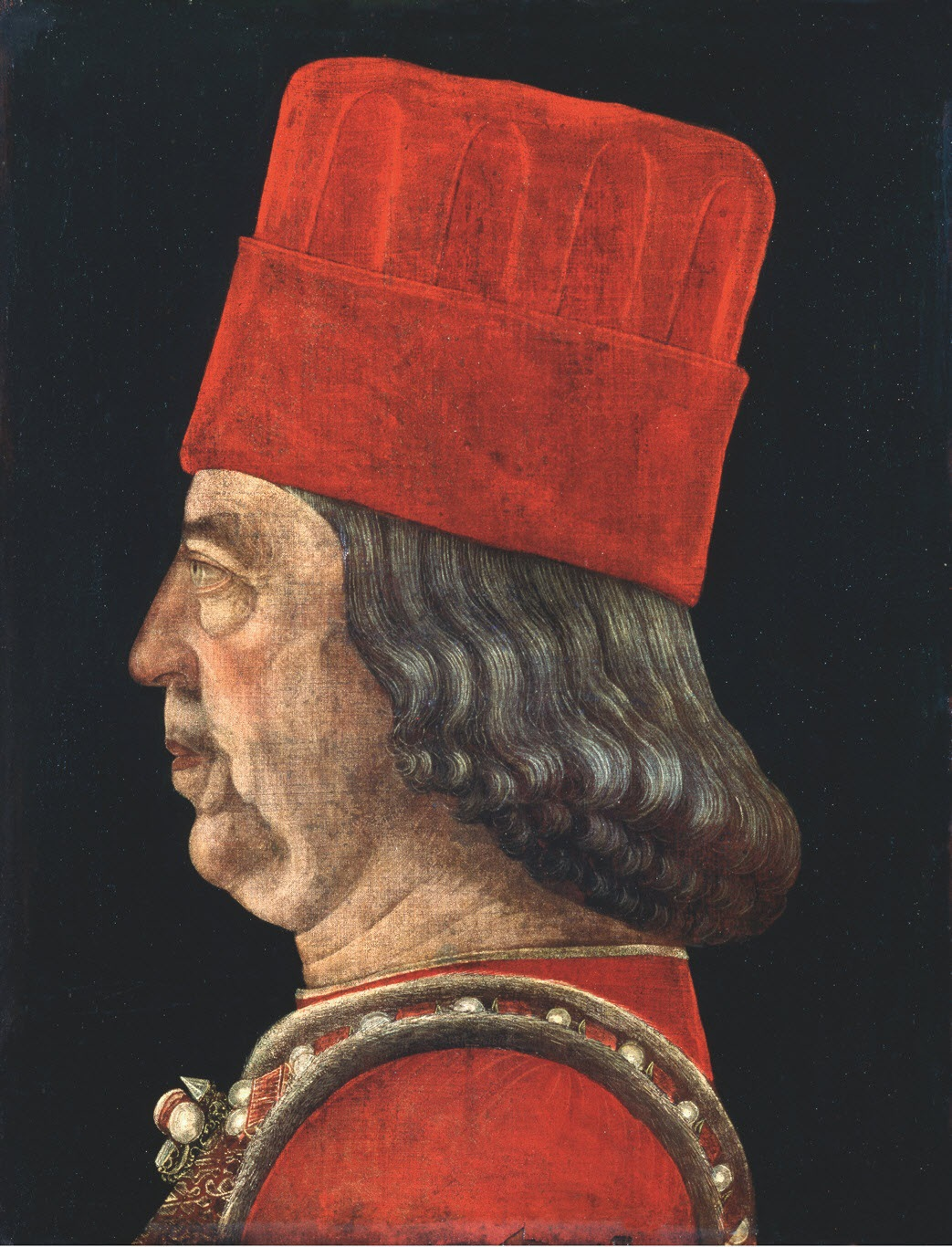
Borso d'Este, primo duca di Ferrara.

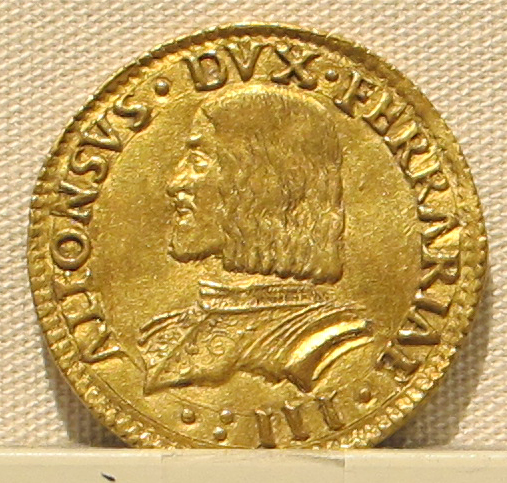
Moneta d'oro con effigie di Alfonso I

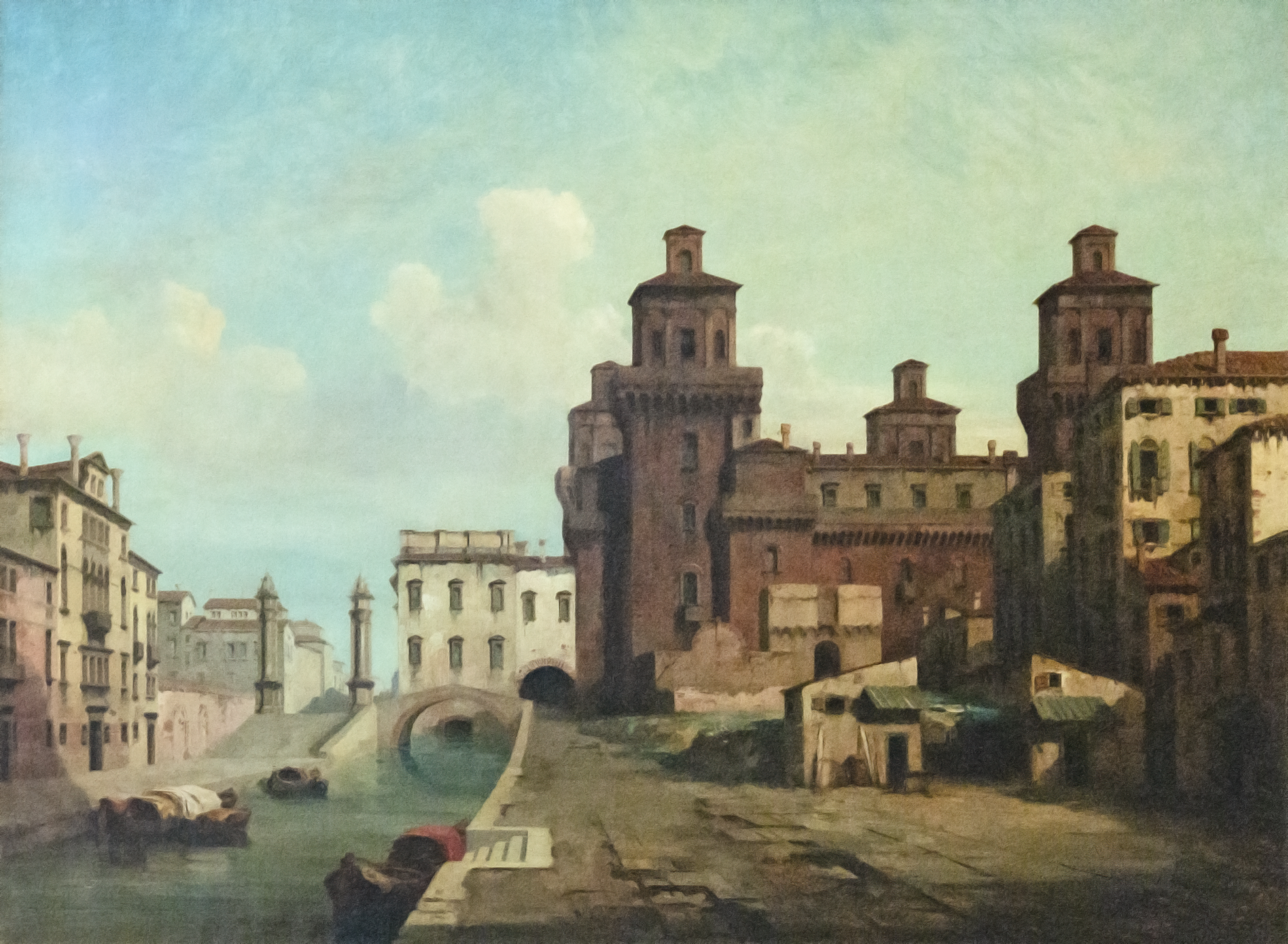
Castello Estense a Ferrara.

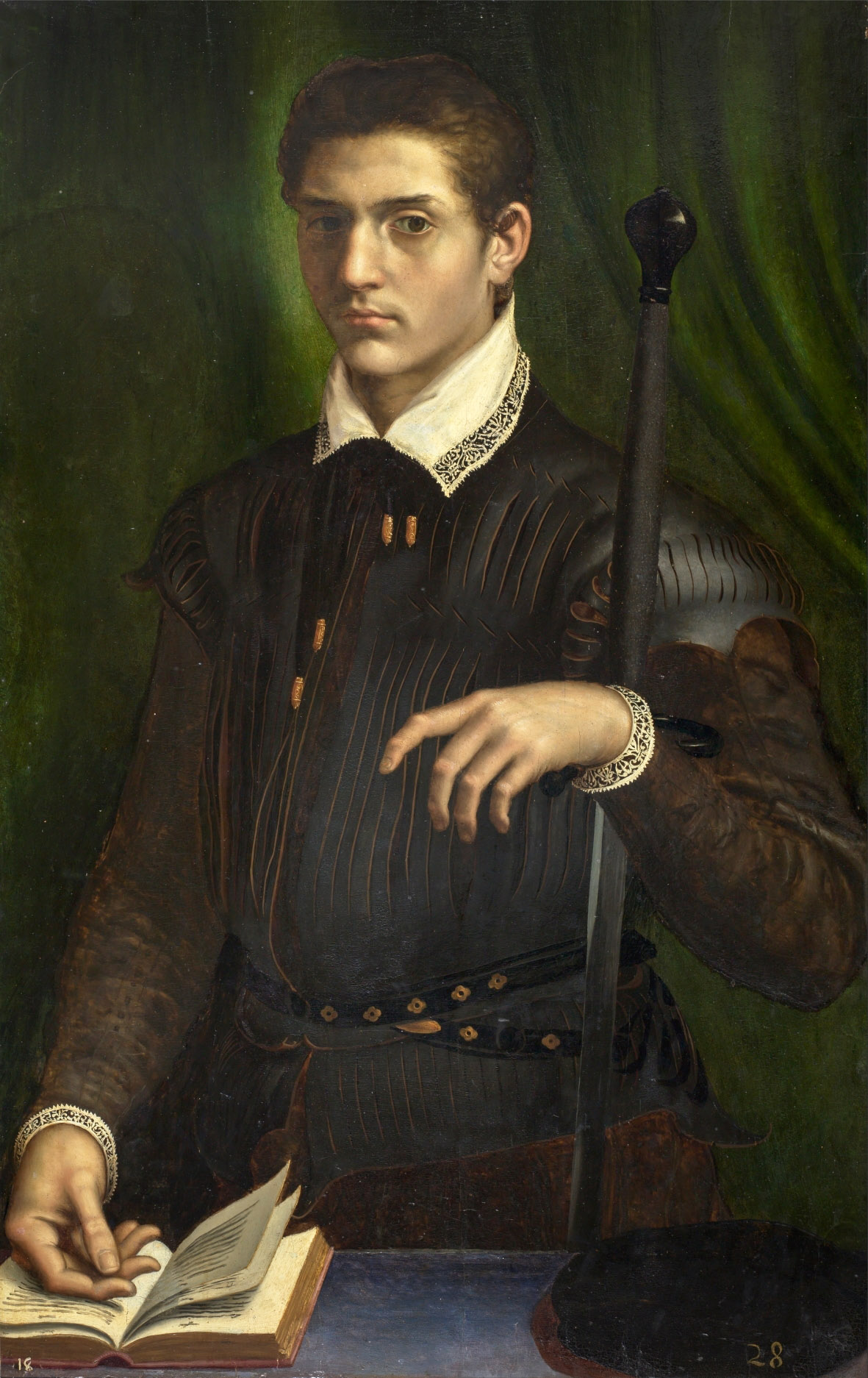
Alfonso II d'Este, ultimo duca a Ferrara.

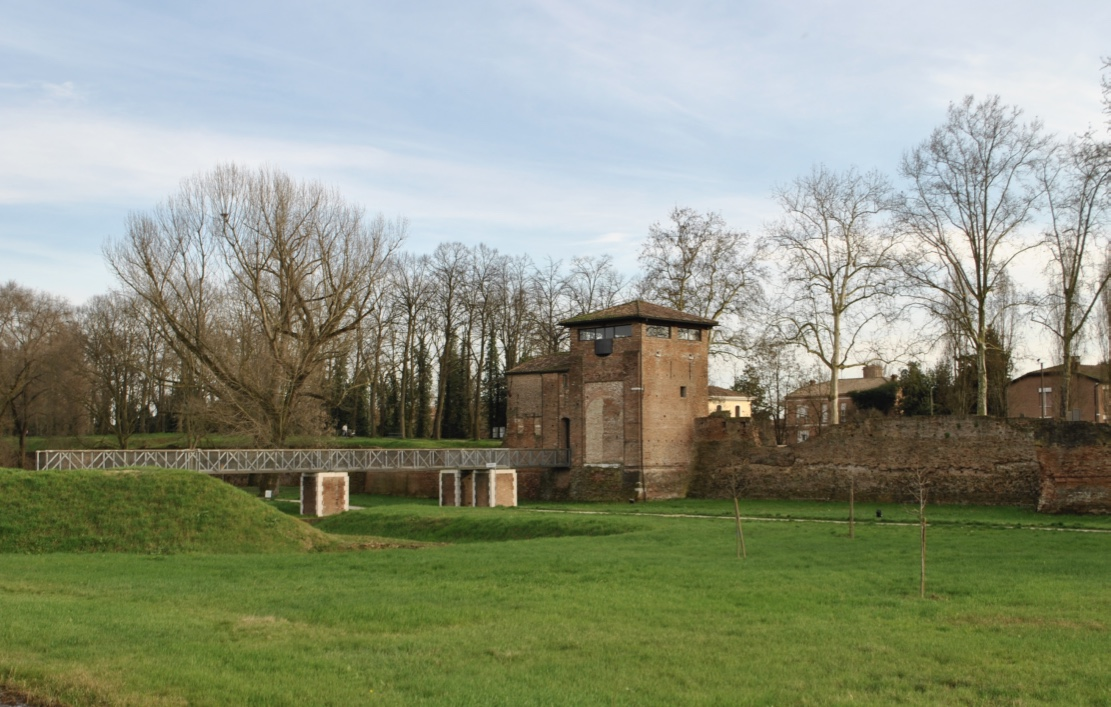
Porta degli Angeli in un'immagine del 2016.

Nel 1471 il signore Borso d'Este, che dal 1452 era già duca di Modena e Reggio, ottenne dal papa Paolo II il titolo ducale anche per Ferrara, poco prima della morte.
Dopo Borso, alla guida del ducato di Ferrara si avvicendarono 4 signori:
- Ercole I (1471-1505)
- Alfonso I (1505-1534)
- Ercole II (1534-1559)
- Alfonso II (1559-1597).

Il territorio originario del ducato includeva l'attuale provincia di Ferrara, eccezion fatta per Cento che entrerà nei possessi estensi solo nel 1502, e per il Polesine di Rovigo. La penetrazione nel contado iniziò nella seconda metà del XII secolo: Comacchio fu occupata nel 1299. A sud il confine con il comune di Bologna era marcato dal Navile. Tra il 1288 ed il 1289 i comuni di Modena e poi di Reggio si assoggettarono volontariamente agli Estensi. Reggio però venne subito persa e sarà riconquistata solo nel 1409.
All'inizio del XV secolo iniziò l'ampliamento dello Stato verso Ravenna, culminato con la presa della Romagna estense, ossia il territorio di Lugo di Romagna. Tra il 1429 e il 1451 fece atto di dedizione a Ferrara gran parte della Garfagnana con l'importante fortezza di Castelnuovo, mentre nel 1431 si sottomisero le aree più remote dell'Appennino reggiano, come Ligonchio e Piolo.
Rovigo e gran parte del Polesine andarono perduti in gran parte al termine della guerra del sale, del 1482-1484. I luoghi rimasti agli Este sulla sponda sinistra del Po, noti col nome di Transpadana ferrarese, rimasero legati a Ferrara anche dopo l'annessione dell'antica capitale estense allo Stato Pontificio e vennero separati definitivamente nel 1815. Alla fine del XV secolo furono espugnate alcune importanti rocche, quali Montecchio, poste al confine con Parma.

## Devoluzione allo Stato della Chiesa
Alfonso II d'Este non ebbe figli legittimi e questo permise a papa Clemente VIII di rientrare in possesso del feudo di Ferrara non riconoscendo la successione di Cesare d'Este, del ramo dei Montecchio Emilia. Il luogo di sepoltura privilegiato degli Este a Ferrara era nel monastero del Corpus Domini.
Il ramo di Montecchio risaliva ad Alfonso d'Este, figlio del duca Alfonso I e di Laura Dianti. La relazione tra Alfonso I e Laura Dianti avvenne nel periodo successivo alla morte della moglie legittima del duca, Lucrezia Borgia, dalla quale erano nati ben tre eredi maschi. Non è certo se Alfonso I avesse o meno sposato Laura Dianti prima di morire.
Da questa relazione nacquero Alfonso (1527-1587) ed Alfonsino (1530-1547). Ad Alfonso il padre assegnò la terra di Montecchio, in territorio reggiano. Nel 1549 Alfonso di Montecchio aveva sposato Giulia Della Rovere (figlia del duca di Urbino Francesco Maria I della Rovere), da cui nacque Cesare. Il 13 ottobre del 1562 l'imperatore Ferdinando I aveva elevato il territorio di Montecchio a marchesato.
Nel 1598 Cesare d'Este, designato alla successione di Alfonso II d'Este dagli Este ma non riconosciuto dal papa fu costretto a rinunciare a Ferrara perché minacciato di scomunica e con le forze dello Stato della Chiesa stanziate nella vicina Faenza. Situazione diversa fu quella di Modena e Reggio, feudi imperiali, per i quali l'imperatore Rodolfo II considerò legittima la successione degli Este di Montecchio e pertanto concesse l'investitura a Cesare d'Este.
Cesare d'Este abbandonò così l'antica capitale della casata uscendo attraverso la porta degli Angeli e spostando a Modena la nuova capitale dello Stato e la sede della sua corte.
Con la devoluzione del ducato di Ferrara allo Stato della Chiesa la legazione conservò il nome di ducato, ma divenne di fatto una provincia di confine dello Stato Pontificio, e da quel momento la vita culturale ed economica della città, che aveva vissuto momenti di grandissimo splendore, subì un forte arresto.